# Appaloosa
Appaloosa ist eine Pferderasse, die vom spanischen Pferd abstammt, das im 18. Jahrhundert nach Nordamerika importiert wurde. Ihre Entwicklung soll von den Nez Percé in Nordamerika ausgehen. Appaloosas sind Freizeit- bzw. Sportpferde, die sich vor allem im Westernbereich großer Beliebtheit erfreuen. Die Pferde fallen durch ihr charakteristisches Farbfleckenmuster auf.

## Exterieur
Appaloosa haben einen für Westernpferde typischen Körperbau im meist quadratischen Rahmen. Dazu gehört ein kleiner zum Pferd passender Kopf mit großen, wachen Augen und einer geraden Nasenlinie, eine schräge, gut bemuskelte Schulter, ein kurzer, kräftiger Rücken und eine schräg abfallende Kruppe, ebenfalls stark bemuskelt. Diese Qualitäten befähigen die Pferde besonders auf kurzer Strecke schnell zu werden und wendig zu sein, wie das früher auf der Rancharbeit in Amerika besonders gebraucht wurde. Heutzutage werden aber auch spezialisierte Typen gezüchtet, je nachdem, für welchen Zweck man sie einsetzen möchte.
Die charakteristischen Merkmale, an denen man auch viele einfarbige Appaloosa erkennen kann, sind das „Menschenauge“ und die gefleckte Haut, überall zu erkennen, wo sie nicht von Fell überdeckt wird, z. B. an den Nüstern, um die Augen oder an den Geschlechtsteilen. Auch die gestreiften Hufe bei dunklem Kronenrand werden so verursacht. Diese Merkmale werden auch als Kriterium für die reguläre Eintragung der Pferde herangezogen.
Die Muster der Tigerzeichnung sind:
1. Schabracktiger / engl. Blanket with spots: Weiße Decke über Rücken und Hüften mit dunklen Flecken.
2. Schabracktiger / engl. Blanket without spots: Weiße Decke über Rücken und Hüften ohne dunkle Flecken.
3. Schneeflocke / engl. snowflake. Der snowflake ist Teil der Roan-Zeichnung des Tigerschecken.
4. Roan / (Varnish) Roan:
5. Frost: Dunkle Grundfarbe mit vereinzelten weißen Haaren.
6. Leopard / Volltiger
7. Near Leopard
8. Few Spot / Weißgeborener
9. Snowcap

Die Tigerschecken können im Laufe ihres Lebens einen deutlichen Farbwechsel durchlaufen, d. h. die Grundfarbe kann aufhellen, also mit weißen Haaren vermehrt durchsetzt werden („aufroanen“), oder sie bekommen weiße Flecken. Die Farbe eines Pferdes kann sich im Laufe der Zeit mehr oder weniger stark verändern.
Alle Basisfarben sind zugelassen mit Ausnahme der Plattenschecken (Merkmal der Paint Horses = unerwünscht) und des Schimmels. Der Schimmel hat die Eigenschaft, die Zeichnung des Appaloosa zu überdecken und zu reinem Weiß zu vernichten. Früher wurden Schimmel eingekreuzt, jedoch ist heute die Schimmelfarbe ausgeschlossen.
Die Zucht des Appaloosa Horses ist zwar eine Farbzucht, legt aber auch Wert auf ein korrektes Gebäude und das Interieur. Aus Anpaarungen zweier „bunter“ Appaloosas fallen nicht zwangsläufig „bunte“ Fohlen, sondern auch Fohlen ohne Merkmale und ohne typische Fellzeichnung.

## Interieur
Der Appaloosa verfügt über Ausdauer, Leistungsbereitschaft und Menschenbezogenheit im Umgang. Doch vor allem qualifiziert ihn seine Ruhe und Gelassenheit, diese Eigenschaften machen ihn geeignet zum Familien- sowie Sportpferd.

## Zuchtgeschichte

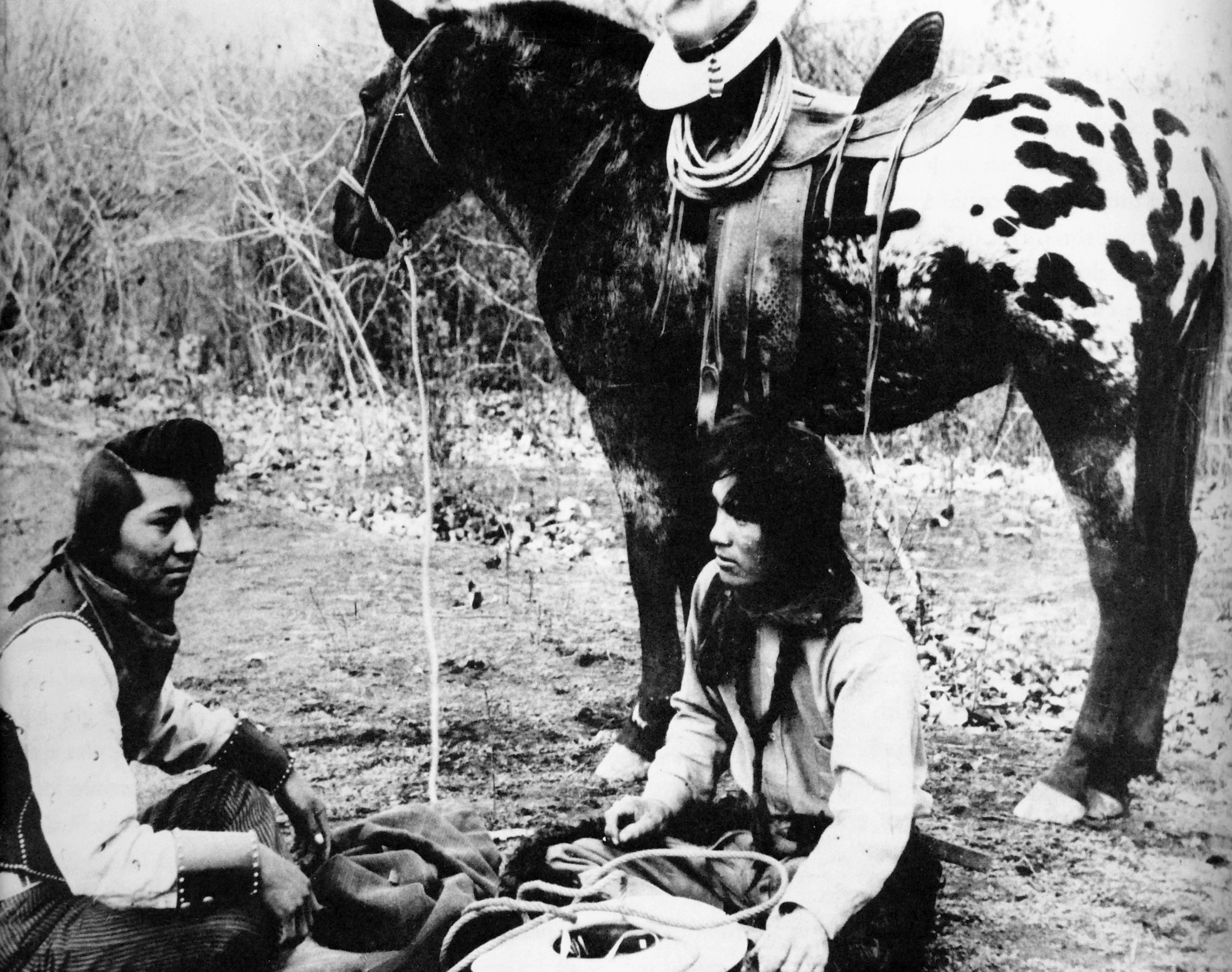
Nez Percé mit Schabrackentiger (1895)

Durch Abbildungen ist bekannt, dass getupfte Pferde schon seit langer Zeit in der Alten Welt bekannt waren. Es ist davon auszugehen, dass diese Pferde durch die spanischen Eroberer in die Neue Welt gelangten, wo sie durch Verwilderung ihre Spuren bei den Mustangs Nordamerikas hinterließen.
In der Palouse-Prärie in Idaho lebte der Indianerstamm der Nez Percé, der als einziger dafür bekannt ist, eine systematische Pferdezucht betrieben zu haben. Abgeleitet von dem Zuchtgebiet, erhielt der Appaloosa auch seinen Namen. Als die Nez Percé im Jahr 1877 im Nez-Percé-Krieg vor der Vernichtung durch den weißen Mann zu entkommen versuchten, zogen sie auf einer langen Flucht bis kurz vor die kanadische Grenze. Auf diesem Treck verlor ein Großteil der Pferde sein Leben, sodass nur noch eine kleine Population aufrechterhalten werden konnte.
Aus diesen kleinen Beständen entwickelte man ab 1938 eine Zuchtpopulation, die am Ende des 20. Jahrhunderts auf über 500.000 Tiere angewachsen war. Die Rasse zählt nach dem Quarter Horse und dem Paint Horse zu den beliebtesten Pferden Nordamerikas und hat ihre Popularität auch über die Grenzen zurück in die Alte Welt ausgedehnt.

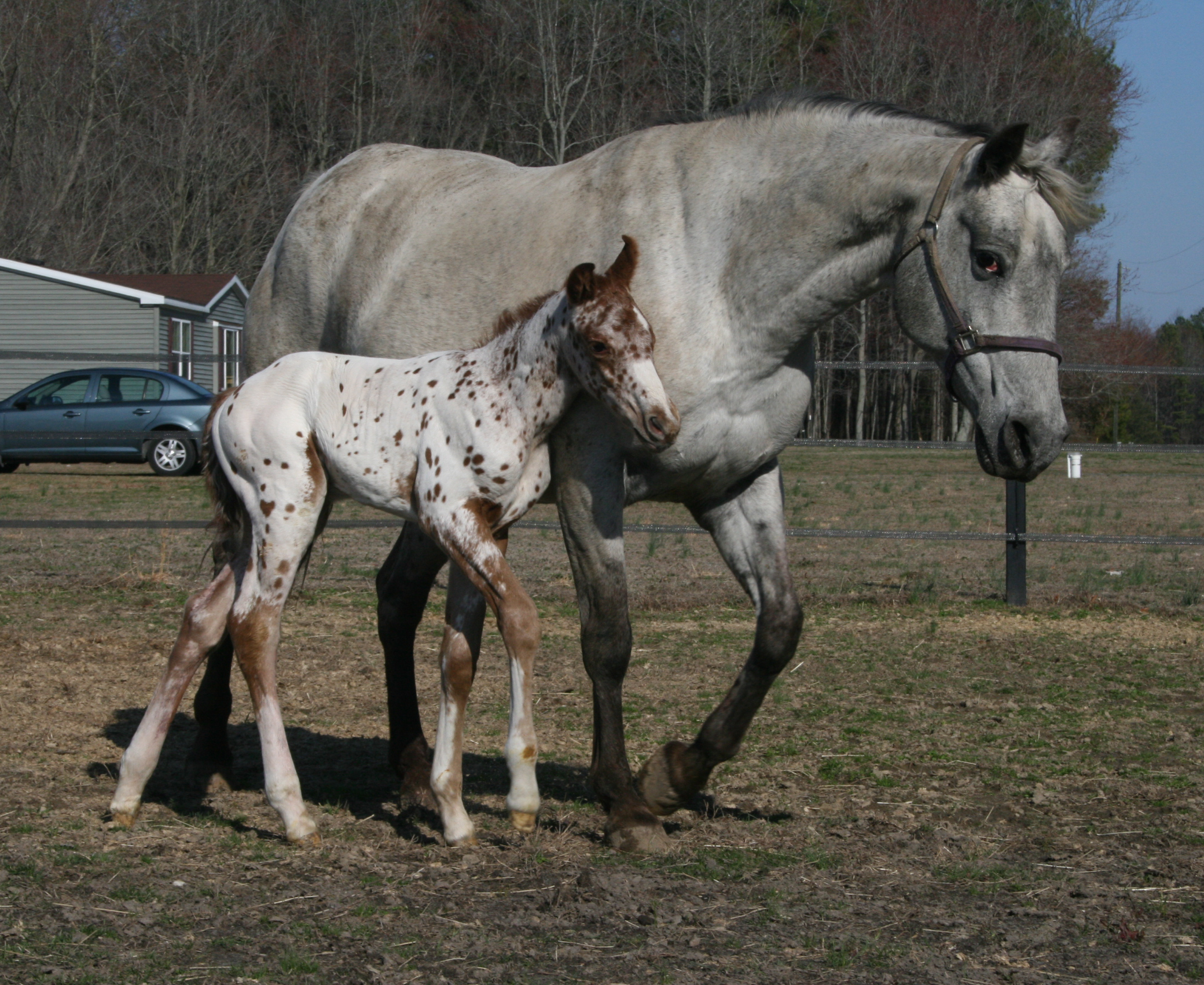
Die Farbe der Appaloosastute liegt zwischen Varnish Roan und Weißgeboren, das Fohlen ist ein Volltiger

Im Jahr 1975 kamen die ersten Pferde dieser Rasse nach Deutschland. Ihre Spur verlor sich, da es nur vereinzelte Pferde waren, die man nicht richtig einordnen konnte. 1978 fasste eine kleine Gruppe von Bewunderern reinrassiger Appaloosa-Pferde den Entschluss zur Vereinsgründung des Appaloosa-Pferdestammbuchs Deutschland e. V., der sich zur Aufgabe machte:
- die in der Bundesrepublik vorhandenen Appaloosa-Pferde zu erfassen,
- Appaloosa-Freunde und -Züchter zu informieren und ihre Interessen zu vertreten,
- die Appaloosa-Rasse bekannt zu machen,
- eine möglichst baldige Anerkennung eines eigenständigen Zuchtverbandes in Deutschland zu erlangen.

1994 wurde der Appaloosa Horse Club Germany gegründet, der diese Rasse heute in Deutschland betreut.
Die Verwaltung des Zuchtbuches in Nordamerika liegt in den Händen des Appaloosa Horse Clubs mit Sitz in Moscow, wo auch ein großes Informationszentrum entstanden ist.
Vorgaben dieses Mutterverbandes in den USA lassen die Einkreuzung von Quarter Horses, Arabischem und Englischem Vollblut zu, wodurch die Qualität der Appaloosa-Rasse nachhaltig verbessert wurde. Man findet neben Freizeitpferden auch Spezialisten wie Halter-, Pleasure-, Reining-Pferde bzw. Cutting-Linien bei den Appaloosas, die für den Einsatz in der jeweiligen Disziplin im Turniersport besonders geeignet sind.